# Английски дълъг лък
Английският дълъг лък (на английски: English Longbow), наричан още Уелски дълъг лък, е вид средновековен дълъг лък от около 1,83 m, който се използва от англичаните и уелсците и за лов, и като оръжие в средновековното военно дело. Английските стрелци, въоръжение с дълги лъкове, се особено ефектвини срещу французите по време на Стогодишната война и то най-вече в първоначалните ѝ битки при Креси, Поатие и най-вече в Битката при Ажинкур. Впоследствие дългите лъкове стават по-малко ефективни, като стрелците дават много жертви в битката при Верньой и са напълно разгромени при Патей, когато биват атакувани още преди да са заели защитните си позиции.
Повече от 3500 стрели и 137 здрави дълги лъкове са намерени в потъналия в Портсмът през 1545 г. кораб Мери Роуз.
Най-ранният дълъг лък, намерен в Англия, е от Ашкот Хийт, Съмърсет, който е датиран към 2665 г. пр. Хр., но няма оцелели дълги лъкове от периода, когато тяхната роля е водеща (1250–1450). Това най-вероятно се дължи на свойството на лъковете с хода на времето да отслабват, да се чупят и да бъдат заменени, вместо да се предават от поколение на поколение. Все пак има повече от 130 запазени лъка от Ренесансовия период.